# Romeo Meyer
Romeo Meyer (* 29. Mai 1978 in Basel) ist ein Schweizer Schauspieler.

## Leben und Werk
Schon während seiner Schauspielausbildung an der Hochschule Musik und Theater Zürich trat Romeo Meyer am Theater am Neumarkt, am Theater an der Sihl und am Theater an der Winkelwiese in Zürich auf. In der Spielzeit 2002/03 spielte er unter anderem in Bern, Aarau und Basel in der Uraufführung von Guy Krnetas Zmittst im Gjätt uss (Regie: Ursina Greuel) und in der Schweizer Erstaufführung von Marie Brassards Solostück Jimmy, Traumgeschöpf (Regie: Thomas Blubacher), die in Dornach, Bern, Basel und am Schauspielhaus Zürich zu sehen war.
2003 bis 2006 war er Ensemblemitglied des Landestheaters Tübingen, wo er unter anderem als Petrell in Ferdinand Bruckners Krankheit der Jugend sowie als Julien in Éric-Emmanuel Schmitts Hotel zu den zwei Welten (Regie jeweils: Jochen Fölster), als Azor in Marivaux’ Der Streit (Regie: Cilli Drexel) und in dem von ihm mitentwickelten Solostück Das Geheimnis der Maultasche (Regie: Michael Miensopust) auftrat. Zudem gehörte er dort bis 2008 als Publikumsliebling Heidi zum Stammensemble von Wenzel Banneyers Spiel ohne Grenzen und spielt nach wie vor regelmäßig mit Volker Quandts Tübinger Theatersport-Ensemble. 2006/07 war er am Theater Die Tonne in Reutlingen unter anderem in den Titelrollen von Franz Lehárs Operette Der moderne Mitislaw und von Strawinskys Die Geschichte vom Soldaten zu sehen und spielte den Erzähler, Leon und Lheureux in Flauberts Madame Bovary (Regie: Carl-Herbert Braun).
2007 bis 2012 gehört er zum Ensemble des Theaters St. Gallen. Hier trat er unter anderem als Peter in der Schweizer Erstaufführung von David Gieselmanns Die Plantage (Regie: Dana Csapo), in der Bühnenversion von Max Frischs Homo Faber (Regie: Tim Kramer), als Napoleon Locher in der Uraufführung von Bruno Pellandinis Bärenjagd (Regie: Elisabeth Gabriel), als Benvolio in Shakespeares Romeo und Julia (Regie: Þorleifur Örn Arnarsson), als Narr in Shakespeares Was ihr wollt (Regie: Marcelo Diaz), als Tom in Neil LaButes Fettes Schwein (Regie: Veit Güssow), als Nick in Edward Albees Wer hat Angst vor Virginia Woolf? (Regie: Elisabeth Grabiel) und als Herbert Stein in der Schweizer Erstaufführung von Peter Turrinis Silvester (Regie: Thilo Voggenreiter) auf. 2007 spielte er den Ernst-Ludwig in Kander/Ebbs Musical Cabaret (Regie: Cusch Jung), 2010 an der Seite der Geschwister Pfister den Henri O. Luginbühl im Gauner-Musical Bibi Balù (Regie: Stefan Huber).
Seit 2012 ist Romeo Meyer als freischaffender Schauspieler, Improvisator, Moderator und Sänger tätig. Er gastierte u. a. am Theater St. Gallen (2013 Haushofmeister in Richard Strauss’ Ariadne auf Naxos, 2015 Officer Krupke in Leonard Bernsteins West Side Story, 2016 Hauptmann Bordure in Alfred Jarrys König Ubu), am Theater Die Tonne in Reutlingen (2013 Ari Leschnikoff in der Comedian-Harmonists-Revue Ein Freund, ein guter..., 2014 im Solo-Liederabend Mensch Meyer!) und am Theater Kanton Zürich (2015 Lancelot in der Uraufführung von Stephen Bensons Musical Falling in Love, 2021 Jonathan Peachum in Die Dreigroschenoper von Bertolt Brecht und Kurt Weill).
2015 und 2016 gab er im Theater 11 in Zürich den Jean-Rémy in der Uraufführung des Musicals Io Senza Te, das 2016 mit dem Prix Walo für die beste Bühnenproduktion des Jahres ausgezeichnet wurde (Regie: Stefan Huber). Ebenfalls unter Hubers Regie war er bei den Bad Hersfelder Festspielen 2017 und 2018 als John Jacob Astor in Maury Yestons und Peter Stones Musical Titanic und 2019 als Renaldi im Musical Funny Girl von Jule Styne, Isobel Lennart und Bob Merrill zu sehen.
Er gehört zum Ensemble des Theaters Fallalpha Zürich (2017 in der Uraufführung von Tina Müllers Dickhäuter, ausgezeichnet mit dem Mülheimer KinderStückePreis 2017, 2019 in der Uraufführung von Tina Müllers Schoggiläbe, 2024 in der Uraufführung von Tina Müllers Ufrume), ist Mitglied des Zürcher Impro-Theaters anundpfirsich und gastiert regelmäßig am Theater Rigiblick Zürich (2017 in Tribute to Elton John, 2018 in Respect! Tribute to the Greatest Soul Divas, 2019 als Kaiser Joseph II. in Peter Shaffers Amadeus, 2020 als Harry Frommermann in Gottfried Greiffenhagens Die Comedian Harmonists, 2023 in Tribute to Prince).
Daneben übernahm er kleinere Rollen in der TV-Serie Lüthi und Blanc und im Fernsehfilm Vaterjagd, spielte 2019 den Dr. Silberschmied im Marcel Gislers Film Aus dem Schatten und wirkte in zahlreichen Kinder-Hörspielen des CD-Labels Chinderwält mit. Zudem machte er sich einen Namen als Slam-Poet.
2024 gewann er als Teil eines Dreierteams von anundpfirsich für die Schweiz die in München ausgetragenen Impro-Europameisterschaften.